# Careproctus segaliensis
Careproctus segaliensis és una espècie de peix pertanyent a la família dels lipàrids.

## Descripció
- Fa 6,9 cm de llargària màxima.[5][6]

## Hàbitat
És un peix marí i batidemersal que viu entre 215 i 338 m de fondària.

## Distribució geogràfica
Es troba al mar d'Okhotsk i les costes del mar del Japó a Honshu i Hokkaido.

## Observacions
És inofensiu per als humans.